# Жирардо, Ана
Ана Жирардо (фр. Ana Girardot; род. 1 августа 1988 года, Париж) — французская актриса. Наибольшую известность ей принесла роль Люси Клерсен в телесериале «На зов скорби».

## Биография
Родилась 1 августа 1988 года в Париже. Её отец — французский актёр Ипполит Жирардо, мать — актриса Изабелль Отеро.
Дебютировала в кино в 1992 году в фильме «После любви», где играл её отец. Начала активную карьеру актрисы в 2009 году. Снималась в фильмах «Мой путь», «Потерянный рай», «Афера доктора Нока» и других.
В 2014 году сыграла в постановке «Ромео и Джульетта» французского «Театра де ля Порте Сент-Мартен».
С 2015 года по 2020 год состояла в отношениях с Артуром де Вильпеном, сыном бывшего премьер-министра Франции, Доминика де Вильпена. В 2020 году родила сына Джазза.
В 2023 году Ана Жирардо снялась в эротическом фильме «Дом удовольствий».

## Фильмография
| Год       |     | Русское название                            | Оригинальное название                                 | Роль           |
| --------- | --- | ------------------------------------------- | ----------------------------------------------------- | -------------- |
| 1992      | ф   | После любви                                 | Après l'amour                                         | Джульетта      |
| 2009      | кор | Духовная Америка                            | Spiritual America                                     | Тара           |
| 2010      | с   | Диана, роковая женщина                      | Diane, femme flic                                     | Лола           |
| 2010      | ф   | Симон Вернер исчез...                       | Simon Werner a disparu...                             | Элис Картье    |
| 2011      | с   | Новеллы Мопассана                           | Chez Maupassant                                       | Иветт          |
| 2012      | ф   | Радиозвёзды                                 | Radiostars                                            | Сабрина        |
| 2012      | ф   | Мой путь                                    | Cloclo                                                | Изабель Форе   |
| 2012      | ф   | Верные друзья                               | Amitiés sincères                                      | Клеменс Орсини |
| 2012      | кор | Колеблящиеся                                | Les Chancelants                                       | Джульетта      |
| 2012—2015 | с   | На зов скорби                               | Les Revenants                                         | Люси Клерсен   |
| 2013      | кор | 216 месяцев                                 | 216 mois                                              | Лиза           |
| 2013      | с   | Сборник — написание для ... игры семи семей | La collection — Ecrire pour… le jeu des sept familles | девушка        |
| 2013      | кор | Северное сияние                             | L'aurore boréale                                      | девушка        |
| 2014      | кор | Убежище                                     | Le refuge                                             | Фонтенн        |
| 2014      | ф   | Прекрасный мир                              | Le beau monde                                         | Элис           |
| 2014      | ф   | В следующий раз я буду стрелять в сердце    | La Prochaine fois je viserai le cœur                  | Софи           |
| 2014      | ф   | Потерянный рай                              | Paradise Lost                                         | Энн            |
| 2014      | кор | Отчим                                       | Beau-papa                                             | Жюли           |
| 2015      | кор | Предложение                                 | The Proposal                                          | Шарлотта       |
| 2015      | ф   | Идеальный мужчина                           | Un homme idéal                                        | Элис Фурсак    |
| 2015      | ф   | Фудзита                                     | Foujita                                               | Юки            |
| 2015      | кор | По взаимному согласию                       | Par consentement mutuel                               | сестра Астрид  |
| 2016      | ф   | Сент-Амур: Удовольствия любви               | Saint Amour                                           | близнец        |
| 2017      | ф   | Возвращение в Бургундию                     | Ce qui nous lie                                       | Джульетта      |
| 2017      | ф   | Афера доктора Нока                          | Knock                                                 | Адель          |
| 2017      | ф   | Жаркое солнце                               | Soleil Battant                                        | Айрис          |
| 2018      | ф   | Фигурка                                     | Bonhomme                                              | Мэрилин Моро   |
| 2019      | ф   | Он и она                                    | Deux moi                                              | Мелани Брюне   |
| 2019      | ф   | Запутанный                                  | Entangled                                             | Марин          |
| 2020      | ф   | Пятый сет                                   | Cinquième set                                         | Ив             |
| 2021      | ф   | Бойся темноты                               | Ogre                                                  | Хлои           |
| 2024      | ф   | Плата за страх                              | Le Salaire de la peur                                 |                |
| 2024      | с   | Граф Монте-Кристо                           | The Count of Monte Cristo                             | Мерседес       |

## Награды и номинации
| Год  | Награда                  | Категория                    | Работа                                                        | Результат |
| ---- | ------------------------ | ---------------------------- | ------------------------------------------------------------- | --------- |
| 2015 | Люмьер                   | Самая многообещающая актриса | «Прекрасный мир» / «В следующий раз я буду стрелять в сердце» | Номинация |
| 2019 | CinEuphoria Awards       | Лучшая актриса               | «Жаркое солнце»                                               | Номинация |
| 2020 | Globes de Cristal Awards | Лучшая актриса               | «Он и она»                                                    | Номинация |